# Phaeochrous elevatus
Phaeochrous elevatus är en skalbaggsart som beskrevs av Kuijten 1978. Phaeochrous elevatus ingår i släktet Phaeochrous och familjen Hybosoridae. Inga underarter finns listade i Catalogue of Life.